# Goniurosaurus
Goniurosaurus è un genere di gechi appartenenti alla famiglia Eublepharidae.

## Descrizione
Sono sauri di media taglia, di colore molto variabile, con pelle di aspetto rugoso. Sono sprovvisti di lamelle subdigitali e come gli altri eublefaridi sono dotati di palpebre funzionali.

## Biologia
Hanno abitudini notturne; sono prevalentemente terrestri, ma diventano buoni scalatori dove la superficie permette loro di aggrapparsi con le unghie. Si nutrono di insetti.

## Specie
Il genere Goniurosaurus comprende le seguenti 14 specie:
- Goniurosaurus araneus Grismer, Viets & Boyle, 1999
- Goniurosaurus bawanglingensis Grismer, Haitao, Orlov & Anajeva, 2002
- Goniurosaurus catbaensis Ziegler et al., 2008
- Goniurosaurus hainanensis (Barbour, 1908)
- Goniurosaurus huuliensis Orlov, Ryabov, Nguyen, Nguyen & Ho, 2008
- Goniurosaurus kuroiwae Namiye, 1912
- Goniurosaurus liboensis Wang, Yang & Grismer, 2013
- Goniurosaurus lichtenfelderi (Mocquard, 1897)
- Goniurosaurus luii Grismer, Viets & Boyle, 1999
- Goniurosaurus orientalis Maki, 1930
- Goniurosaurus splendens Nakamura & Ueno, 1959
- Goniurosaurus toyamai Grismer, Oka & Tanaka, 1994
- Goniurosaurus yamashinae Okada, 1936
- Goniurosaurus yingdeensis Wang, Yang & Cui, 2010

Il geco Goniurosaurus kuroiwae venne inizialmente considerato appartenente al genere Eublepharis e descritto con i sinonimi Eublepharis orientalis Okada, 1936; Eublepharis kuroiwae; Eublepharis kuroiwae kuroiwae; Eublepharis kuroiwae splendens Nakamura & Uano, 1959; Eublepharis splendens e Eublepharis kuroiwae Maki, 1931.